# Публије Корнелије Сула
Публије Корнелије Сула (умро 45. п. н. е.) био је римски политичар и војсковођа.

## Биографија
Био је нећак (према неким античким изворима усвојени) знаменитог диктатора Луција Корнелија Суле. Године 66. п. н. е. је заједно с Публијем Аутронијем Петом изабран за конзула, али је пре ступања на дужност од својих супарника, Луција Аурелија Коте и Луција Манлија Торквата, оптужен за изборну превару. На суђењу су обојица проглашени кривим, а конзулске мандате преузели њихови тужитељи. Пет и Сула су се због тога прикључили Катилиној завери и намеравали су убити новоизабране конзуле. Међутим, завера је пропала; на суђењу је Сулу, за разлику од Пета, бранио Цицерон, те је ослобођен од оптужби. За време грађанског рата се прикључио Цезару и командовао његовом војском код Фарсала 48. године п. н. е.